# Olivier Boscagli
Olivier Maxime Boscagli, född 18 november 1997, är en fransk fotbollsspelare som spelar för PSV Eindhoven.

## Karriär
I juli 2019 värvades Boscagli av nederländska PSV Eindhoven, där han skrev på ett fyraårskontrakt. I juni 2021 förlängde Boscagli sitt kontrakt i PSV Eindhoven fram till sommaren 2025.